# Selenia gynaecon
Selenia gynaecon là một loài bướm đêm trong họ Geometridae.